# 독일 11월 혁명

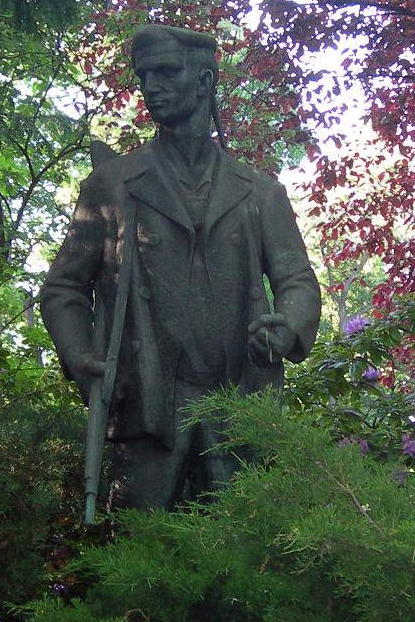
베를린에 있는 혁명선원의 동상.(11월 혁명 기념 동상)

독일 11월 혁명 또는 11월 혁명(독일어: Novemberrevolution)은 독일에서 1918년 11월 7일에 발생한 혁명이다. 이 혁명으로 독일 제국 제정이 붕괴하고 의회민주주의적인 공화국이 탄생했다. 1918년-1919년 독일 혁명(영어: German Revolution of 1918-1919)이라고도 한다.
혁명의 원인은 4년 넘게 길어지는 전쟁(제1차 세계 대전)으로 인한 극도의 부담이었는데, 이전의 독일 제국의 패배에 대한 만연된 충격, 그리고 사회적인 긴장상태와 권력 엘리트들에 의한 전민주주의적 구조가 이러한 부담을 촉발시켰다.
직접적인 기폭제는 1918년 여름무렵이었다. 이 무렵, 독일의 패전이 거의 확실해졌고, 10월초에는 막스 폰 바덴 총리가 이끄는 내각이 성립되어 휴전교섭을 진행했다. 이런상황에서 10월 말에 해군지도부가 실패할 것이 분명한 공격 명령을 내렸다. 이에 수병들은 자신의 목숨을 스스로 구하기로 결정하고 11월 3일 킬 항구에서 처음 봉기를 일으켰다. 수병들에 이어 노동자들도 호응해 봉기에 가담하면서 '노동자·병사 평의회'가 구성되었고, 이 기구가 11월 4일 킬의 실권을 장악했다.(킬 군항의 반란) 혁명은 독일전역으로 급속히 확산되어 곳곳에서 병사와 수병, 노동자들이 만든 급진적인 '노동자·병사 평의회'가 기존의 지방 정부를 대체했다. 11월 7일 바이에른 지역에서는 사회주의 공화국 수립이 선포됐다.
베를린에서도 혁명의 열기에 휩싸였는데, 이때 사회민주당(SPD)은 무장봉기에 반대했다. 결국 11월 9일 황제 빌헬름 2세가 네덜란드로 망명하면서 제정이 무너졌고, 이와 함께 막스 폰 바덴 총리가 사임하면서 사회민주당의 지도자인 프리드리히 에베르트에게 임시정부 수립을 위촉했다. 에베르트는 사민당 뿐만 아닌 독립사민당에도 내각구성에 참여할 것을 제안하였다. 이에 독립사민당이 에베르트의 제안을 수락함으로써 11월 9일 당일 공화국이 선포되었다.
공화국 선포 직후 '제국 총리' 프리드리히 에베르트는 11월 11일 휴전협정에 조인, 체결했다. 이 협정에 따라 독일은 그동안 점령한 영토를 모두 포기하고, 군대를 라인강 서안으로 철수하며, 라인 지방의 요새를 철거하는 데 동의했다. 이에 따라 러시아 정부는 11월 13일 독일과 맺은 브레스트리토프스크 조약의 무효화를 선언했다.
혁명으로 제정이 붕괴되고 공화국이 선포되었으나 정부의 수립은 난관에 부딪혔다. 의회주의자였던 에베르트는 제헌의회의 조속한 소집을 추진했는데, 여기서 카를 리프크네히트와 로자 룩셈부르크가 이끄는 스파르타쿠스단이 에베르트의 의회주의노선에 반대하면서 반정부투쟁을 전개하였다. 스파르타쿠스단은 독립사민당에서 떨어져 나와 1919년 1월 1일, 독일 공산당(KPD)를 창설하였다. 이어 스파르타쿠스단은 베를린에서 봉기를 일으켰다.
프리드리히 에베르트와 사민당(SPD)지도부는 내전에 대한 두려움으로 인해 기존의 제정시절 관료들의 권력을 박탈하지 않았고 오히려 그들을 새로운 민주주의적인 관계 안에서 이용하려 했었다. 그래서 사민당(SPD)지도부는 독일 국방사령부와 연합하여 혁명의 과격화를 저지하고자 했다. 이때 사민당의 구스타프 노스케가 이끄는 의용군(자유군단)에 의해 스파르타쿠스단의 대중시위,봉기는 가혹하게 탄압되고 스파르타쿠스단의 2명의 지도자 카를 리프크네히트와 로자 룩셈부르크가 체포되어 살해되었다. 이로써 과격 혁명노선은 약화되어 1919년 8월 11일에 혁명은 새로운 바이마르 헌법의 채택과 함께 형식적인 종결을 맞게 되었다.

## 사건 일지
1917년
- 3월 8일 - 러시아에서 러시아 혁명이 발발
- 4월 6일~4월 8일 - 독일에서 독립사민당이 결성
- 11월 7일 - 러시아에서 볼셰비키당이 이끈 러시아혁명이 케렌스키 임시정부를 전복
- 12월 22일 - 독일과 '혁명 러시아'가 브레스트-리토프스크에서 평화협상을 시작

1918년
- 1월 14일 - 오스트리아-헝가리 제국에서 대중파업 발생
- 1월 28일 - 핀란드에서 혁명이 일어나 노동자정부 수립. 독일에서도 수도 베를린에서 1백만 명이 참여한 대규모 파업이 일어났으며, 다른 50개 도시에서도 파업 발생
- 9월 29일 - 군 수뇌부, 즉각적 휴전 요구
- 10월 3일~10월 4일 - 막스 폰 바덴 수상에 임명, 사민당 지도자들이 정부에 참여
- 10월 16일 - 독립사민당이 주도한 시위에 참여한 5천여 명이 '정부타도'를 요구
- 10월 28일 - 1871년의 제국헌법, 의회 제도화
- 10월 30일 - 대규모 시위 뒤에 오스트리아에서 사민당 정부가 구성
- 10월 31일 - 헝가리혁명이 발발
- 11월 3일~11월 4일 - 킬 군항에서 수병들이 상관의 출동명령을 거부하고 봉기 일으켰다.(킬 군항의 반란) 4일에 수병들이 킬을 점령하고, '노동자 병사평의회' 구성
- 11월 7일~11월 8일 - 노동자, 수병, 농민들의 봉기가 독일 전역을 휩쓸다. 여기서 바이에른 왕정이 타도되다. 뮌헨의 사민당-독립사민당-농민동맹이 공화국을 선포
- 11월 9일 - 빌헬름 2세 퇴위, 사민당의 프리드리히 에베르트가 수상이 되어 베를린에서 공화국 선포. 당일 로자 룩셈부르크가 석방
- 11월 10일 - 사회민주당과 독립사회민주당 '인민위원회' 구성
- 11월 11일 - 휴전 협정 조인
- 12월 16일~12월 20일 - 베를린에서 바이마르 공화국 참의원 회의
- 12월 28일~12월 29일 - 카를 리프크네히트와 로자 룩셈부르크가 프리드리히 에베르트의 의회주의에 반발. '인민위원회'에서 독립사회민주당의 탈퇴
- 12월 31일 - 독일 공산당(KPD) 창설

1919년
- 1월 5일~1월 11일 - 베를린에서 '스파르타쿠스단의 난' 발생
- 1월 15일 - 카를 리프크네히트와 로자 룩셈부르크, 반(反)혁명세력 의용군에 체포되어 살해당했다.
- 1월 19일 - 헌법 제정을 위한 제헌의회 선거 실시
- 2월 6일 - 바이마르에서 국민의회 회합
- 2월 11일 - 프리드리히 에베르트를 공화국 대통령으로 선출
- 2월 13일 - '바이마르 연립 정부'(독일 사회민주당, 독일 민주당, 가톨릭 중앙당) 구성
- 2월 21일 - 뮌헨에서 아이스터 암살당하다.
- 2월~5월 - 여러 각지역에서 소요 사태·파업·반란이 빈번하게 발생했다.
- 4월 7일 ~ 5월 2일 - 뮌헨의 평의회 공화국
- 5월 7일 - 독일 협상단에 '평화의 전제 조건' 전달
- 6월 20일 - 사이데만 사퇴와 바우어 내각 구성
- 6월 28일 - 베르사유에서 평화조약 체결
- 8월 11일 - 바이마르 헌법 가결

## 같이 보기
| - 독일 제국 - 바이마르 공화국 - 제1차 세계 대전 - 베르사유 조약 - 러시아 혁명 - 킬 군항의 반란 - 카프 폭동 - 에른스트 톨러 - 빌헬름 그뢰너 | - 우드로 윌슨 - 파울 폰 힌덴부르크 - 에리히 루덴도르프 - 빌헬름 2세 - 막스 폰 바덴 - 필리프 샤이데만 - 프리드리히 에베르트 - 쿠르트 아이스너 - 카를 라데크 | - 독일 사회민주당(SPD) - 다수파사회민주당(MSDP) - 독립사회민주당(USPD) - 독일 공산당(KPD) - 스파르타쿠스단 - 칼 리프크네히트 - 로자 룩셈부르크 - 구스타프 노스케 - 자유군단 |

## 참고 문헌
- 이윤섭 (2010년 12월 5일). 《객관적 20세기 전반기》. 필맥. ISBN 978-89-91071-82-7.
- 페터 벤데 편/권세훈 역 (2004년 5월 8일). 《혁명의 역사》. 시아출판사. ISBN 978-89-8144-132-6.
- 크리스 하먼 저/임성윤 역 (2007년 4월 30일). 《패배한 혁명 : 1918~1923년 독일》. 풀무질. ISBN 978-89-86486-29-2.
- 크리스 하먼 저/천경록 역 (2004년 11월 15일). 《민중의 세계사》. 책갈피. ISBN 978-89-7966-036-4.
- 《20세기 포토 다큐 세계사 4 : 독일의 세기》. 북폴리오. 2007년 3월 10일. ISBN 978-89-378-3173-7. 다음 글자 무시됨: ‘미하엘 슈튀르머 저/세러 잭슨,프란치스카 페이어 사진편집/송충기 역’ (도움말)
- 도니 글룩슈타인 저/정민규 역 (2008년 12월 27일). 《서구의 소비에트 : 1915~20년의 노동자평의회 대 의회》. 풀무질. ISBN 978-89-7696-410-6.
- 데이비드 파커 등저/박윤덕 역 (2009년 7월 20일). 《혁명의 탄생 : 근대 유럽을 만든 좌우익 혁명들》. 교양인. ISBN 978-89-91799-43-1.
- 서울대학교 독일학연구소 (2000년 9월 30일). 《독일 이야기 1 : 독일어권 유럽의 역사와 문화》. 거름. ISBN 978-89-340-0166-9.
- 서울대학교 독일학연구소 (2000년 9월 30일). 《독일 이야기 2 : 통일 독일의 사회와 현실》. 거름. ISBN 978-89-91799-43-1.
- 제프 일리, 역자 유강은 (2008년 2월 5일). 《THE LEFT(1848-2000) - 미완의 기획 유럽 좌파의 역사》. 뿌리와이파리. ISBN 978-89-90024-77-0.
- 오인석 (1997년 12월 31일). 《바이마르 공화국의 역사 : 독일 민주주의의 좌절》. 한울아카데미. ISBN 978-89-460-2481-6.